# Bunar (Sukamulya)
Bunar is een bestuurslaag in het regentschap Tangerang van de provincie Banten, Indonesië. Bunar telt 7097 inwoners (volkstelling 2010).